# وزارة الإعلام (سوريا)
وزارة الإعلام  هي الوزارة المسؤولة عن وسائل الإعلام المرئية والإذاعية والمطبوعات في سوريا.

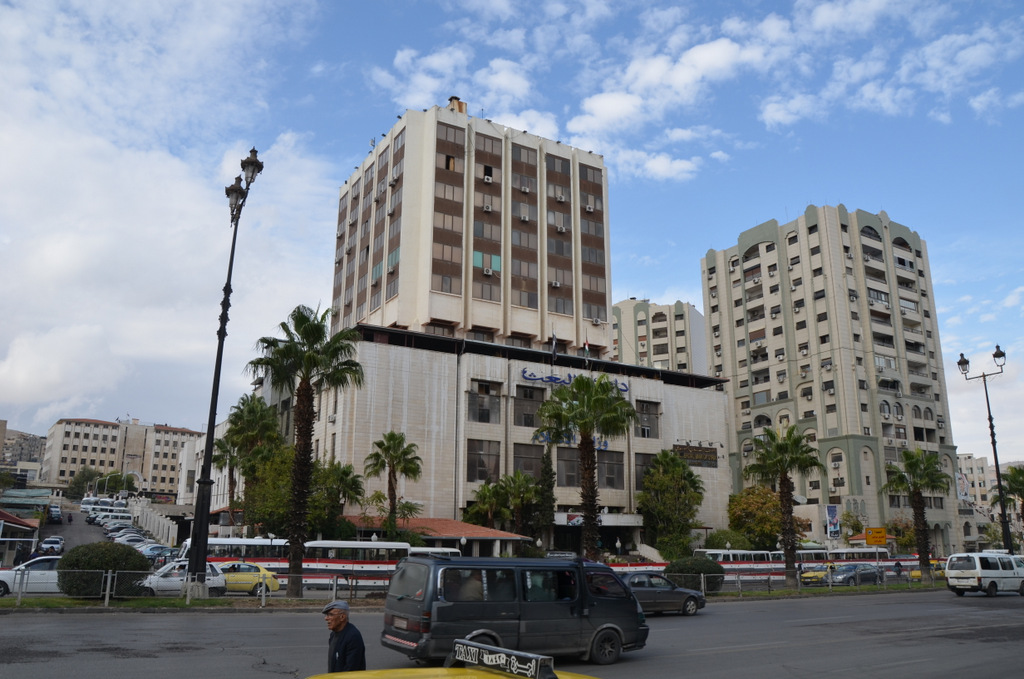

أُحدثت الوزارة بناء على المرسوم التشريعي رقم 186 للعام 1961، ويديرها عماد عبد الله سارة منذ 1 كانون الثاني 2018.

## الهيكل التنظيمي
أُحدثت وزارة الإعلام في الجمهورية العربية السورية بناء على المرسوم التشريعي رقم 186 للعام 1961 المتعلق بإحداث وزارة الاعلام وتحديثاته.
وأحكام القانون الأساسي للعاملين في الدولة رقم /1/ للعام 1985 ولا سيما الفقرة /ب/ من المادة 4 منه.
وعلى القرار رقم 147 وتاريخ 25/10/1986 المتضمن اعتماد النظام الداخلي لوزارة الإعلام.
ويتكون الهيكل التنظيمي من الإدارات التالية:

### الإدارة المركزية
- مديرية مكتب الوزير
- مكتب معاون الوزير
- مديرية الشؤون الإدارية والقانونية
  - الدائرة الإدارية
    - شعبة الوقوعات الوظيفية

  - الدائرة القانونية
  - دائرة شؤؤن العاملين
    - شعبة الإجازات
    - شعبة الترفيعات
      - دائرة الدعاوى والقضايا
      - دائرة المتابعة القانونية
      - دائرة الدراسات والاستشارات القانونية
- مديرية الإعلام التنموي
- مديرية التخطيط والتعاون الدولي
  - دائرة التخطيط والإحصاء
    - شعبة التخطيط والمتابعة
    - شعبة الإحصاء

  - دائرة التعاون الدولي
  - دائرة التأهيل والتدريب
- مديرية البحوث والدراسات
- مديرية الرقابة الداخلية
- مديرية الشؤون المالية
- مديرية الإعلام الإلكتروني
- مديرية الجاهزية
- مديرية العلاقات العامة
  - دائرة العلاقات
  - دائرة الترجمة
  - المكتب الإداري
- مديرية المطبوعات والنشر
  - دائرة إجازة الدوريات
  - دائرة إجازة المطبوعات والكتب
  - دائرة دور النشر والمطابع والمكتبات
  - المكتب الإداري
  - مكتب البريد المركزي
  - مكتب مطار دمشق الدولي
- مديرية التنمية الإدارية
- مديرية الإعلام المحلي
- مديريات الإعلام في المحافظات
  - مديرية الإعلام في حلب
  - مديرية الإعلام في حمص
  - مديرية الإعلام في حماة
  - مديرية الإعلام في اللاذقية
  - مديرية الإعلام في طرطوس

### الجهات التابعة للوزارة
- الهيئة العامة للإذاعة والتلفزيون[4]
- الوكالة العربية السورية للأنباء سانا[5]
- مؤسسة الوحدة للصحافة والطباعة والنشر والتوزيع (تتضمن الثورة وتشرين)[6]
- المؤسسة العربية للإعلان[7][8]
- المؤسسة العامة للإنتاج التلفزيوني والإذاعي
- شركة توزيع المطبوعات
- المعهد التقاني للطباعة والنشر
- معهد الإعداد الإعلامي

## مهام الوزارة
تعمل بصورة خاصة على تحقيق ما يلي:

آ- تقوية الشعور القومي، والتعاون الاجتماعي وبث روح التضامن بين أبناء الشعب.
ب- الدفاع عن قضايا الأمة العربية وأهدافها في الوحدة والحرية والاشتراكية، ودعم النضال العربي الوطني والقومي والتقدمي في مختلف مجالاته.
ج- المساهمة في نشر الثقافة في أوساط الجماهير.
د- معالجة المشكلات الاجتماعية والدعوة إلى التمسك بالقيم العربية الأصيلة.
هـ- إحياء التراث العربي في مختلف المجالات الأدبية والعلمية والفنية.
و- اطلاع الجماهير على إنجازات الحضارة الإنسانية في مختلف الميادين.
ز- تنوير الرأي العام وإطلاعه على الحقائق في مجال الأنباء الداخلية والخارجية وإطلاعه على سير الأحداث في الوطن العربي والعالم واتجاهاتها ومراميها.
ح- التعريف بالجمهورية العربية السورية والوطن العربي عالمياً.
ط- النهوض بمستوى الفنون بأنواعها كافة.
ي- تشجيع المواهب في شتى مناحي الفكر والإبداع.
ك- تقوية الروابط والعلاقات بين المواطنين المقيمين والعرب المغتربين.
ل- تقديم الخدمات الإعلامية والثقافية عن طريق تشجيع الإنتاج العلمي والأدبي والفكري والفني، وتشجيع الإنتاج في المجالات المذكورة.

## قائمة وزراء الإعلام السوريين
| الاسم                                            | فترة الولاية                                     | فترة الولاية                                     | الحكومة                                                                                                  |                                                  |                                                  |
| وزير الدولة للدعاية والأنباء والإذاعة والتلفزيون | وزير الدولة للدعاية والأنباء والإذاعة والتلفزيون | وزير الدولة للدعاية والأنباء والإذاعة والتلفزيون | وزير الدولة للدعاية والأنباء والإذاعة والتلفزيون                                                         | وزير الدولة للدعاية والأنباء والإذاعة والتلفزيون | وزير الدولة للدعاية والأنباء والإذاعة والتلفزيون |
| ------------------------------------------------ | ------------------------------------------------ | ------------------------------------------------ | --- | ------------------------------------------------ | ------------------------------------------------ |
| مصطفى البارودي                                   | 29 أيلـول 1961                                   | 20 تشرين الثاني 1961                             | حكومة مأمون الكزبري                                                                                      |                                                  |                                                  |
| وزير الدولة للدعاية والأنباء والإذاعة            |                                                  |                                                  | |                                                  |                                                  |
| مصطفى البارودي                                   | 20 تشرين الثاني 1961                             | 22 كانون الأول 1961                              | حكومة عزت النص                                                                                           |                                                  |                                                  |
| وزير الإعلام                                     |                                                  |                                                  | |                                                  |                                                  |
| فؤاد العادل                                      | 22 كانون الأول 1961                              | 27 آذار 1962                                     | حكومة معروف الدواليبي الثانية                                                                            |                                                  |                                                  |
| عبد الله عبد الدايم                              | 16 نيسان 1962                                    | 20 حزيران 1962                                   | حكومة بشير العظمة                                                                                        |                                                  |                                                  |
| عبد السلام العجيلي                               | 20 حزيران 1962                                   | 16 أيلول 1962                                    | حكومة بشير العظمة                                                                                        |                                                  |                                                  |
| عبد الحليم قدور                                  | 17 أيلول 1962                                    | 16 شباط 1963                                     | حكومة خالد العظم الخامسة                                                                                 |                                                  |                                                  |
| أسعد الكوراني                                    | 16 شباط 1963                                     | 9 آذار 1963                                      | حكومة خالد العظم الخامسة                                                                                 |                                                  |                                                  |
| جمال الأتاسي                                     | 9 آذار 1963                                      | 11 أيـار 1963                                    | حكومة صلاح الدين البيطار الأولى                                                                          |                                                  |                                                  |
| سامي الجندي                                      | 13 أيار 1963                                     | 14 أيار 1964                                     | حكومة صلاح الدين البيطار الثانية حكومة صلاح الدين البيطار الثالثة حكومة أمين الحافظ الأولى               |                                                  |                                                  |
| عبد الله عبد الدايم                              | 14 أيار 1964                                     | 3 تشرين الأول 1964                               | حكومة صلاح الدين البيطار الرابعة                                                                         |                                                  |                                                  |
| مشهور زيتون                                      | 3 تشرين الأول 1964                               | 23 أيلول 1965                                    | حكومة أمين الحافظ الثانية                                                                                |                                                  |                                                  |
| سليمان الخش                                      | 23 أيلول 1965                                    | 27 كانون الأول 1965                              | حكومة يوسف زعين الأولى                                                                                   |                                                  |                                                  |
| شاكر مصطفى                                       | 1 كانون الثاني 1966                              | 23 شباط 1966                                     | حكومة صلاح الدين البيطار الخامسة                                                                         |                                                  |                                                  |
| جميل شيا                                         | 1 آذار 1966                                      | 16 تشرين الأول 1966                              | حكومة يوسف زعين الثانية                                                                                  |                                                  |                                                  |
| محمد الزعبي                                      | 16 تشرين الأول 1966                              | 28 أيلول 1967                                    | حكومة يوسف زعين الثانية                                                                                  |                                                  |                                                  |
| حبيب حداد                                        | 28 أيلول 1967                                    | 29 تشرين الأول 1968                              | حكومة يوسف زعين الثانية                                                                                  |                                                  |                                                  |
| أسعد صقر                                         | 29 تشرين الأول 1968                              | 29 أيار 1969                                     | حكومة نور الدين الأتاسي                                                                                  |                                                  |                                                  |
| حمود القباني                                     | 29 أيار 1969                                     | 21 تشرين الثاني 1970                             | حكومة نور الدين الأتاسي                                                                                  |                                                  |                                                  |
| ناجي الدراوشة                                    | 21 تشرين الثاني 1970                             | 3 نيسان 1971                                     | حكومة حافظ الأسد                                                                                         |                                                  |                                                  |
| فائز ناصر                                        | 3 نيسان 1971                                     | 22 آذار 1972                                     | حكومة عبد الرحمن خليفاوي الأولى                                                                          |                                                  |                                                  |
| أحمد حسن الأسعد                                  | 22 آذار 1972                                     | 26 أيلول 1973                                    | حكومة عبد الرحمن خليفاوي الأولى حكومة محمود الأيوبي                                                      |                                                  |                                                  |
| جورج صدقني                                       | 26 أيلول 1973                                    | 1 أيلول 1974                                     | حكومة محمود الأيوبي                                                                                      |                                                  |                                                  |
| أحمد إسكندر أحمد                                 | 1 أيلول 1974                                     | 11 آذار 1984                                     | حكومة محمود الأيوبي حكومة عبد الرحمن خليفاوي الثانية حكومة محمد علي الحلبي حكومة عبد الرؤوف الكسم الأولى |                                                  |                                                  |
| ياسين رجوح                                       | 11 آذار 1984                                     | 1 تشرين الثاني 1987                              | حكومة عبد الرؤوف الكسم الثانية حكومة عبد الرؤوف الكسم الثالثة                                            |                                                  |                                                  |
| محمد سلمان                                       | 1 تشرين الثاني 1987                              | 13 آذار 2000                                     | حكومة محمود الزعبي الأولى حكومة محمود الزعبي الثانية                                                     |                                                  |                                                  |
| عدنان عمران                                      | 13 آذار 2000                                     | 18 أيلول 2003                                    | حكومة مصطفى ميرو الأولى حكومة مصطفى ميرو الثانية                                                         |                                                  |                                                  |
| أحمد الحسن                                       | 18 أيلول 2003                                    | 4 تشرين الأول 2004                               | حكومة محمد ناجي العطري                                                                                   |                                                  |                                                  |
| مهدي دخل الله                                    | 4 تشرين الأول 2004                               | 11 شباط 2006                                     | حكومة محمد ناجي العطري                                                                                   |                                                  |                                                  |
| محسن بلال                                        | 11 شباط 2006                                     | 14 نيسان 2011                                    | حكومة محمد ناجي العطري                                                                                   |                                                  |                                                  |
| عدنان حسن محمود                                  | 14 نيسان 2011                                    | 23 حزيران 2012                                   | حكومة عادل سفر                                                                                           |                                                  |                                                  |
| عمران عاهد الزعبي                                | 23 حزيران 2012                                   | 3 تموز 2016                                      | حكومة رياض حجاب حكومة وائل الحلقي الأولى حكومة وائل الحلقي الثانية                                       |                                                  |                                                  |
| محمد رامز ترجمان                                 | 3 تموز 2016                                      | 1 كانون الثاني 2018                              | حكومة عماد خميس                                                                                          |                                                  |                                                  |
| عماد عبد الله سارة                               | 1 كانون الثاني 2018                              | 9 آب 2021                                        | حكومة عماد خميس حكومة حسين عرنوس                                                                         |                                                  |                                                  |
| بطرس الحلاق                                      | 10 آب 2021                                       | 23 أيلول 2024                                    | حكومة حسين عرنوس الثانية                                                                                 |                                                  |                                                  |
| زياد غصن                                         | 23 ايلول 2024                                    | 10 كانون الأول 2024                              | حكومة محمد غازي الجلالي                                                                                  |                                                  |                                                  |
| محمد يعقوب العمر                                 | 10 كانون الأول 2024                              | 29 آذار 2025                                     | حكومة محمد البشير                                                                                        |                                                  |                                                  |
| حمزة المصطفى                                     | 29 آذار 2025                                     | إلى الان                                         | حكومة أحمد الشرع                                                                                         |                                                  |                                                  |

## روابط خارجية
- الموقع الرسمي للوزارة
- مجلس الوزراء السوري
- وزارات الدولة على بوابة الحكومة الإلكترونية السورية
- الوزارات والهيئات الحكومية على موقع مجلس الشعب السوري